# Chontales de Oaxaca
Los chontales de Oaxaca (a veces llamados impropiamente tequistlatecos) son un grupo étnico indígena que hablan lenguas de la familia tequistlateco-chontal. Tanto étnicamente como lingüísticamente son un grupo absolutamente independiente y separado del chontal de Tabasco, que hablan una lengua mayense. La similitud de nombres se debe a que "chontal" es un exónimo usado frecuentemente por los nahuas para referirse a cualquier grupo etnia o grupo extranjero.
Los chontales de Oaxaca, debido a su ubicaciσn geográfica diferenciada, se dividen en costeños y serranos. Los costeños habitan en los poblados de Santiago Astata y San Pedro Huamelula; mientras que los serranos viven especialmente en los municipios de Santa María Ecatepec, Magdalena Tequisistlán y San Carlos Yautepec, en el estado de Oaxaca. 
Los tequistlatecos propiamente dichos viven en grupos semicompactos alrededor de una plazuela central, donde hay unas pocas casas. Las otras viviendas se construyen dispersas en el resto del terreno habitado. 
La casa tradicional en la sierra es de planta rectangular y tiene separada la habitaciσn de la construcción destinada a la cocina. Los dos cuartos forman la vivienda. Las paredes se construyen de bambϊ con barro o adobe, el techo es de una o dos aguas, de palma o paja. En la habitaciσn siempre hay un sitio especial donde hay un altar que se dedica al santo patrono de la casa. 
En la costa las casas son de planta circular, las paredes de adobe, tabique o embarre y piedra. Los techos son muy altos, de forma cσnica, elaborados con palma y paja. 
Las camas, tanto en la sierra como en la costa, suelen estar formadas por planchas de carrizo que se sostienen sobre bancos de madera. Usan troncos como bancas. 
En la cocina, hecha de bambú con techo de paja, hay un fogσn que generalmente estα en el suelo, aunque algunas cocinas tienen una plataforma alta de adobe o tabique sobre la cual guisan. Los utensilios de cocina tradicionales son: el metate, el molcajete y el comal. Usan cazuelas y trastes de barro, objetos de madera y algunos implementos de origen industrial, hechos de peltre o de plástico.